# 예루살렘 그리스 정교회
예루살렘 그리스 정교회(그리스어: Πατριαρχεῖον Ἱεροσολύμων, Patriarcheîon Hierosolýmōn, 아랍어: كنيسة الروم الأرثوذكس في القدسKanisa Ar-rum Urtudoks fi al-Quds) 또는 예루살렘 정교회 총대주교청은 이스라엘 예루살렘의 동방 정교회 공동체의 사목을 담당하고 있는 독립 정교회이다. 그리스도교인들은 예수가 승천하면서 한 말대로 오순절에 예루살렘의 다락방에 모인 성모 마리아와 사도들 위로 성령이 강림하였으며,(사도 2,1-41) 이때부터 교회의 역사가 시작되었다고 보고 있다. 예루살렘 그리스 정교회는 그리스어로 비잔티움 전례를 지내며, 전례력은 율리우스력을 따른다. 시온 정교회(Σιωνίτις Εκκλησία, Sionitis Ecclesia)라고도 불린다.
성지에 거주하는 정교회 그리스도인들은 대략 500,000명에 달한다. 신자들의 주요 구성원은 팔레스타인 사람과 요르단 사람이며, 러시아 사람과 루마니아 사람, 조지아 사람도 상당수 있다. 옛날부터 예루살렘 정교회는 그리스인 성직자들이 이끌어 왔으며, 오늘날에도 여전히 교회 조직의 상층부는 그리스인들이 차지하고 있으며, 신자의 대다수를 차지하는 아랍인들은 제외되어 있다. 이 같은 상황은 현재 그리스 정부의 지원을 받는 총대주교청과 팔레스타인 정교회 평신도들 사이에 갈등을 빚어 끊임없는 논쟁이 대상이 되고 있다.
예루살렘 정교회의 총대주교청 소재지는 거룩한 무덤 성당이다.

## 같이 보기
- 그리스 정교회